# Arp Schnitger
Arp Schnitger (1648 – 1719) északnémet orgonaépítő mester. Az általa épített és vezetett műhely kb. 170 orgonát állított fel, melyből napjainkban 30 van eredeti, vagy eredetihez igen közeli állapotban. Schnitger nem csak Némethonban épített orgonákat: találkozhatunk orgonáival Portugáliában, Spanyolországban, Angliában, de még Oroszországban is. J.S.Bach is minden bizonnyal találkozott Schnitger-orgonával pályafutása során; de talán Reincken, Buxtehude és Pachelbel is.
A Hamburgban, a Szent Jakab templomban álló Schnitger orgona a világ egyik legértékesebb és legfontosabb műemlék orgonája. A hangszer története a 16. század elején történő építésig nyúlik vissza, s az azt követő 200 évben többször is átépítésre került. Olyan orgonaépítő kiválóságok vannak jelen e 200 év átépítési történetében, mint például az idősebb és ifjabbik Hans Scherer, és Gottfried Fritzsche. Arp Schnitger kezei alá 1689-ben került az orgona, s a mester 1693-ra alakította ki az orgona végleges arculatát – így ismerjük ezt az orgonát ma is, ahogy anno a mester 1693-ban befejezte. A hangszer hamar híres lett, és nem kisebb zeneszerző zsenik szólaltatták meg; mint Johann Sebastian Bach, Dietrich Buxtehude és Georg Friedrich Händel.
Az organológusok, orgonaépítők és egyházzenészek társadalma már az 1900-as évek elején tisztában voltak a hangszer felbecsülhetetlen értékével. Éppen ezért 1943-ban – hogy megmentsék az esetleges háború okozta pusztulástól – szétszerelvén az orgonát biztonságba helyezték a templom pincerendszerében. Ám az orgona szekrénye és játékasztala a templomban maradt, és egy bombatalálat utáni tűzben annak martaléka lett. 1961-ben ideiglenesen felállították az orgonát a templom egyik mellékhajójában, de így is évtizedekig tartó alapos kutatómunka kellett ahhoz, hogy 1993-ra a Jürgen Ahrend orgonaépítő cég befejezhesse a szakszerű restaurálást.